# Президент Ирака
Президент Ирака — глава государства Ирак.

## История
После свержении монархии 14 июля 1958 году была разработана временная Конституция, провозглашавшая Ирак республикой. Первый раздел временной Конституции определял форму государства: Ирак объявлялся независимым суверенным государством с республиканской формой правления (ст. 1). Однако власть была сконцентрирована в руках премьер-министра.

### 1963—1968
После первого баасистского переворота в 1964 году вступила в силу новая временная конституция. Согласно ей главой государства является президент, который обладает широкими полномочиями. В ст. 55 указано, что в случае если по каким-то причинам место президента оказывается вакантным, то избирается новый президент.

### 1968—2003
В июле 1968 года в результате бескровного переворота к власти в Ираке пришла партия «Баас». Президенту республики по Конституции 1968 года давались также широкие полномочия. Вся власть сосредотачивалась в руках только одного человека — Ахмада аль-Бакра. 
В июле 1979 года аль-Бакр ушёл в отставку. Президентом стал Саддам Хусейн, хотя уже был де-факто лидером Ирака несколько лет до этого, имея контроль над спецслужбами. После ликвидации всех политических противников, в основном левого толка, Саддам получил фактически диктаторские полномочия в результате совмещения всех высших постов. В апреле 2003 года международная коалиция во главе с США вторглась в Ирак и свергла режим Саддама Хусейна, а сам он был схвачен и 30 декабря 2006 года казнён.

### Нынешнее состояние
С середины 2000-х годов пост президента является в первую очередь символическим, поскольку в соответствии с Конституцией, принятой в октябре 2005 года, эта должность не обладает значительной властью внутри страны.
Согласно статье 67, президент является символом национального единства, гарантом конституции, защитником иракской независимости, единства и безопасности её территории. Он избирается большинством голосов в Совете представителей сроком на 4 года, при этом выборы президента на второй срок могут проводиться только раз (ст. 72).
13 октября 2022 года парламент Ирака избрал девятым президентом страны представителя политической партии «Патриотический союз Курдистана» Абдулу Латифа Рашида.

## Список президентов Ирака
| №       | Имя | Портрет | Начало полномочий | Окончание полномочий | Партия                         |
| ------- | --- | ------- | ----------------- | -------------------- | ------------------------------ |
| 1       | Мухаммед Наджиб ар-Рубаи                                                                                               |         | 14 июля 1958      | 8 февраля 1963       | Военный                        |
| 2       | Абдул Салам Ареф |         | 8 февраля 1963    | 13 апреля 1966       | АСС                            |
| (и. о.) | Абдель Рахман аль-Баззаз                                                                                               |         | 13 апреля 1966    | 16 апреля 1966       | Арабский социалистический союз |
| 3       | Абдул Рахман Ареф |         | 16 апреля 1966    | 17 июля 1968         | АСС                            |
| 4       | Ахмед Хасан аль-Бакр                                                                                                   |         | 17 июля 1968      | 16 июля 1979         | Баас                           |
| 5       | Саддам Хусейн |         | 16 июля 1979      | 9 апреля 2003        | Баас                           |
|         | Вторжение США и её союзников в Ирак (2003 г.) Руководство страной осуществляет председатель Руководящего Совета Ирака. |         |                   |                      |                                |
| (и. о.) | Гази Машаль Аджиль аль-Явер                                                                                            |         | 28 июня 2004      | 7 апреля 2005        | Иракцы                         |
| 6       | Джаляль Талабани |         | 7 апреля 2005     | 24 июля 2014         | ПСК                            |
| 7       | Фуад Масум |         | 24 июля 2014      | 2 октября 2018       | ПСК                            |
| 8       | Бархам Салех |         | 2 октября 2018    | 17 октября 2022      | ПСК                            |
| 9       | Абдул Латиф Рашид |         | 17 октября 2022   | действующий          | ПСК                            |